# Gennem storbyens skærsild
Gennem storbyens skærsild er en amerikansk stumfilm fra 1922 af Joseph Henabery.

## Medvirkende
- Jack Holt som Horace Winsby
- J. P. Lockney som Jim Owens
- Eva Novak som Patricia Owens
- Bert Woodruff som Henry Cattermole
- Frank Nelson som Shorty
- Robert Dudley som Bailey